# Leichtathletik-Länderkampf der Männer 1960 BR Deutschland – Schweiz
| 5. Leichtathletik-Länderkampf mit bundesdeutscher Beteiligung 1960 | 5. Leichtathletik-Länderkampf mit bundesdeutscher Beteiligung 1960 |               |
| ------------------------------------------------------------------ | ------------------------------------------------------------------ | ------------- |
|                                                                    |                                                                    |               |
| Ländervergleich der Männer: BR Deutschland – Schweiz               |                                                                    |               |
| Austragungsort                                                     | Freiburg                                                           |               |
| Wettbewerbe                                                        | 20                                                                 |               |
| Datum                                                              | 20./21. August 1960                                                |               |
| 1. FRG 2. SUI                                                      | 144 Punkte 076 Punkte                                              |               |
| Chronik                                                            |                                                                    |               |
| ← FRG-SUI Geher (M)                                                | POL-FRG (M) →                                                      | POL-FRG (M) → |

Der fünfte Vergleich des Länderkampfjahres 1960 war der letzte Länderkampf vor den Olympischen Spielen in Rom. Nach der Begegnung der Geher zwischen der Bundesrepublik Deutschland und der Schweiz am 26. Juni in Bietigheim trafen sich die Leichtathleten der beiden Länder nun auch zu einem Vergleich mit dem allgemeinen leichtathletischen Programm. Austragungsort am 20./21. August war die Stadt Freiburg im Breisgau. Dies war ohne Zählung der Geher- und Straßenlauf-Begegnungen das 25. Aufeinandertreffen der beiden Länder. In fast all diesen traditionellen Treffen der beiden Nationen hatte Deutschland gesiegt, nur 1955 hatten die Schweizer Sportler vorne gelegen, als die Bundesrepublik Deutschland gleichzeitig noch zwei weitere Vergleiche mit den Niederlanden und mit Dänemark durchgeführt und damit drei verschiedene Teams zu stellen hatte.

## Wettbewerbe und Modus
Auf dem Programm standen die bei Länderkämpfen üblichen zwanzig Disziplinen. Aus dem olympischen Wettbewerbskatalog fehlten nur der Marathonlauf, die beiden Gehdisziplinen und der Zehnkampf. Gewertet wurde in den Einzeldisziplinen nach dem Standardsystem, in den Staffeln mit sieben zu vier Punkten.

## Ergebnis
Die Schweiz setzte sich in drei Wettbewerben durch, den Rennen über 200 und 10.000 Meter sowie dem 3000-Meter-Hindernislauf. Alle weiteren Disziplinen verbuchten die bundesdeutschen Leichtathleten für sich, darunter waren zehn Doppelerfolge. So ging die Begegnung mit 144 zu 76 Punkten wieder sehr klar an die Bundesrepublik Deutschland.
Die Besetzungen der beiden siegreichen bundesdeutschen Staffeln waren auch in der Reihenfolge identisch mit den Besetzungen bei den Olympischen Spielen gut zwei Wochen später, als die 4-mal-100-Meter-Staffel Gold mit egalisiertem Weltrekord und die 4-mal-400-Meter-Staffel Silber mit neuem Europarekord gewann.

## Resultate

### 100 m
| Platz | Athlet                | Land | Zeit (s) |
| ----- | --------------------- | ---- | -------- |
| 1     | Martin Lauer          | FRG  | 10,4     |
| 2     | Heinz Müller          | SUI  | 10,5     |
| 3     | Walter Mahlendorf     | FRG  | 10,6     |
| 4     | Werner Schaufelberger | SUI  | 11,0     |

Datum: 20. August

### 200 m
| Platz | Athlet             | Land | Zeit (s) |
| ----- | ------------------ | ---- | -------- |
| 1     | Sebald Schnellmann | SUI  | 21,2     |
| 2     | Bernd Cullmann     | FRG  | 21,3     |
| 3     | Marcel Wendelin    | FRG  | 21,5     |
| 4     | Peter Laeng        | SUI  | 21,6     |

Datum: 21. August

### 400 m
| Platz | Athlet          | Land | Zeit (s) |
| ----- | --------------- | ---- | -------- |
| 1     | Carl Kaufmann   | FRG  | 46,9     |
| 2     | Johannes Kaiser | FRG  | 47,4     |
| 3     | René Weber      | SUI  | 48,2     |
| 4     | Ernst Zaugg     | SUI  | 48,4     |

Datum: 20. August

### 800 m
| Platz | Athlet          | Land | Zeit (min) |
| ----- | --------------- | ---- | ---------- |
| 1     | Paul Schmidt    | FRG  | 1:48,8     |
| 2     | Jörg Balke      | FRG  | 1:49,0     |
| 3     | Christian Wägli | SUI  | 1:50,1     |
| 4     | Franz Bucheli   | SUI  | 1:51,5     |

Datum: 20. August

### 1500 m
| Platz | Athlet             | Land | Zeit (min) |
| ----- | ------------------ | ---- | ---------- |
| 1     | Hans-Joachim Blatt | FRG  | 3:45,1     |
| 2     | Adolf Schwarte     | FRG  | 3:45,5     |
| 3     | Karl Schaller      | SUI  | 3:51,2     |
| 4     | Harald Adler       | SUI  | 3:55,9     |

Datum: 21. August

### 5000 m
| Platz | Athlet           | Land | Zeit (min) |
| ----- | ---------------- | ---- | ---------- |
| 1     | Horst Flosbach   | FRG  | 14:18,0    |
| 2     | Xaver Höger      | FRG  | 14:21,6    |
| 3     | Walter Vonwiller | SUI  | 14:43,8    |
| 4     | Josef Sidler     | SUI  | 15:14,2    |

Datum: 20. August

### 10.000 m
| Platz | Athlet           | Land | Zeit (min) |
| ----- | ---------------- | ---- | ---------- |
| 1     | Oskar Leupi      | SUI  | 32:42,4    |
| 2     | Alfred Kleefeldt | FRG  | 33:12,2    |
| 3     | Ingo Kretschmer  | FRG  | 33:14,8    |
| 4     | Hans Rüdisühli   | SUI  | 33:30,8    |

Datum: 21. August

### 110 m Hürden
| Platz | Athlet              | Land | Zeit (s) |
| ----- | ------------------- | ---- | -------- |
| 1     | Martin Lauer        | FRG  | 13,7     |
| 2     | Karl-Ernst Schottes | FRG  | 14,4     |
| 3     | Heinrich Staub      | SUI  | 15,1     |
| 4     | Fritz Vogelsang     | SUI  | 15,5     |

Datum: 21. August

### 400 m Hürden
| Platz | Athlet         | Land | Zeit (s) |
| ----- | -------------- | ---- | -------- |
| 1     | Helmut Janz    | FRG  | 51,3     |
| 2     | Bruno Galliker | SUI  | 52,3     |
| 3     | Willi Matthias | FRG  | 52,4     |
| 4     | Fritz Vock     | SUI  | 54,5     |

Datum: 20. August

### 3000 m Hindernis
| Platz | Athlet            | Land | Zeit (min) |
| ----- | ----------------- | ---- | ---------- |
| 1     | Walter Kammermann | SUI  | 9:02,4     |
| 2     | Ludwig Müller     | FRG  | 9:07,2     |
| 3     | Jürgen Rüdiger    | FRG  | 9:30,4     |
| 4     | Renee Chatelain   | SUI  | 9:41,0     |

Datum: 21. August

### 4 × 100 m Staffel
| Platz | Besetzung      | Land                                                              | Zeit (s) |
| ----- | -------------- | ----------------------------------------------------------------- | -------- |
| 1     | BR Deutschland | Bernd Cullmann Armin Hary Walter Mahlendorf Martin Lauer          | 39,8     |
| 2     | Schweiz        | Peter Laeng Heinz Müller Werner Schaufelberger Sebald Schnellmann | 41,0     |

Datum: 20. August

### 4 × 400 m Staffel
| Platz | Besetzung      | Land                                                            | Zeit (min) |
| ----- | -------------- | --------------------------------------------------------------- | ---------- |
| 1     | BR Deutschland | Hans-Joachim Reske Manfred Kinder Johannes Kaiser Carl Kaufmann | 3:05,6     |
| 2     | Schweiz        | Bruno Urben Ernst Zaugg René Weber Christian Wägli              | 3:11,7     |

Datum: 21. August

### Hochsprung
| Platz | Athlet           | Land | Höhe (m) |
| ----- | ---------------- | ---- | -------- |
| 1     | Theo Püll        | FRG  | 2,04     |
| 2     | René Maurer      | SUI  | 1,98     |
| 3     | Peter Riebensahm | FRG  | 1,98     |
| 4     | Walter Brassel   | SUI  | 1,85     |

Datum: 20. August

### Stabhochsprung
| Platz | Athlet             | Land | Höhe (m) |
| ----- | ------------------ | ---- | -------- |
| 1     | Dieter Möhring     | FRG  | 4,45     |
| 2     | Gérard Barras      | SUI  | 4,30     |
| 3     | Klaus Lehnertz     | FRG  | 4,30     |
| 4     | Gerald Vuilleumier | SUI  | 3,70     |

Datum: 21. August

### Weitsprung
| Platz | Athlet             | Land | Weite (m) |
| ----- | ------------------ | ---- | --------- |
| 1     | Manfred Molzberger | FRG  | 7,94      |
| 2     | Pierre Scheidegger | SUI  | 7,41      |
| 3     | Gerhard Deyerling  | FRG  | 7,34      |
| 4     | Gustav Schlosser   | SUI  | 7,33      |

Datum: 21. August

### Dreisprung
| Platz | Athlet              | Land | Weite (m) |
| ----- | ------------------- | ---- | --------- |
| 1     | Jörg Wischmeier     | FRG  | 15,15     |
| 2     | Heinz Schott        | FRG  | 14,50     |
| 3     | Franz Rindlisbacher | SUI  | 13,88     |
| 4     | Peter Brennwalder   | SUI  | 13,52     |

Datum: 20. August

### Kugelstoßen
| Platz | Athlet          | Land | Weite (m) |
| ----- | --------------- | ---- | --------- |
| 1     | Dietrich Urbach | FRG  | 17,14     |
| 2     | Hermann Lingnau | FRG  | 16,85     |
| 3     | Bruno Graf      | SUI  | 15,70     |
| 4     | Max Hubacher    | SUI  | 14,55     |

Datum: 20. August

### Diskuswurf
| Platz | Athlet         | Land | Weite (m) |
| ----- | -------------- | ---- | --------- |
| 1     | Josef Klik     | FRG  | 51,53     |
| 2     | Rudolf Schwarz | FRG  | 48,69     |
| 3     | Mathias Mehr   | SUI  | 48,64     |
| 4     | Fritz Bernhard | SUI  | 46,67     |

Datum: 20. August

### Hammerwurf
| Platz | Athlet           | Land | Weite (m) |
| ----- | ---------------- | ---- | --------- |
| 1     | Siegfried Lorenz | FRG  | 58,27     |
| 2     | Hans Fahsl       | FRG  | 57,51     |
| 3     | Hansruedi Jost   | SUI  | 56,32     |
| 4     | Roger Veeser     | SUI  | 48,26     |

Datum: 21. August

### Speerwurf
| Platz | Athlet             | Land | Weite (m) |
| ----- | ------------------ | ---- | --------- |
| 1     | Hermann Salomon    | FRG  | 77,22     |
| 2     | Rolf Herings       | FRG  | 76,71     |
| 3     | Urs von Wartburg   | SUI  | 67,14     |
| 4     | Heinz Schneeberger | SUI  | 65,01     |

Datum: 21. August